# 요시타카 네네
요시타카 네네(일본어: 吉高 寧々, 1995년 12월 1일~)는 일본의 그라비아 아이돌 출신 AV 여배우이다. 2019년 DMM 어덜트 어워드에서 최우수 여배우상에 후보에 올랐다.